# Dioner Navarro
Pour les articles homonymes, voir Navarro (homonymie).
Dioner Favian Navarro Vivas (né le 9 février 1984 à Caracas, Venezuela) est un receveur de la Ligue majeure de baseball. 
Navarro compte une sélection au match des étoiles, en 2008 comme représentant des Rays de Tampa Bay.

## Carrière

### Yankees de New York
Signé par les Yankees de New York en 2000, Dioner Navarro fait ses débuts dans les majeures avec cette équipe le 7 septembre 2004. Il frappe son premier coup sûr en carrière le 13 septembre dans un match contre les Royals de Kansas City. Il ne s'aligne toutefois avec les Yankees que pour cinq parties : le 11 janvier 2005, Navarro passe aux Diamondbacks de l'Arizona avec les lanceurs Javier Vasquez et Brad Halsey dans l'échange qui envoie à New York l'as lanceur Randy Johnson. Navarro est immédiatement cédé par les Diamondbacks aux Dodgers de Los Angeles avec trois autres joueurs pour les services du voltigeur Shawn Green.

### Dodgers de Los Angeles
Navarro joue sporadiquement pour les Dodgers en 2005 et 2006. Le 27 juillet 2006, il est transféré aux Devil Rays de Tampa Bay, avec qui il termine la saison.

### Rays de Tampa Bay
Après une année 2007 difficile à Tampa, où sa moyenne au bâton n'est que de ,227 en 119 parties jouées, il s'impose enfin en 2008 avec une moyenne de ,295 en 120 matchs. Il atteint des records personnels de 126 coups sûrs et 54 points produits et est invité à la mi-saison au match des étoiles pour la toute première fois. Il participe à la conquête du championnat de la Ligue américaine par les Rays et prend part à la Série mondiale 2008, où Tampa s'incline devant Philadelphie. Navarro frappe pour ,400 en Série de division contre les White Sox de Chicago et pour ,353 en finale face aux Phillies.

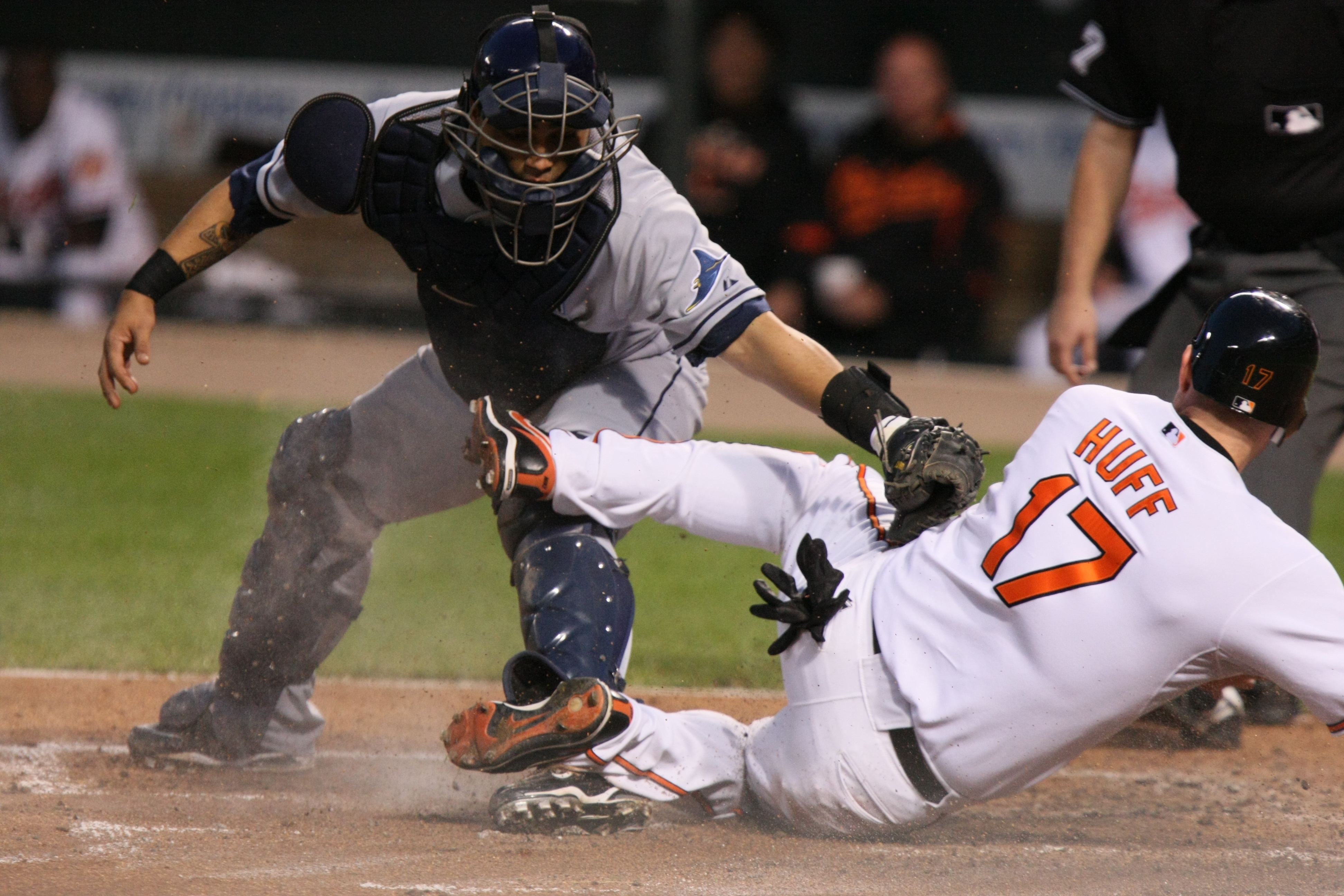
Dioner Navarro (à gauche) à son poste de receveur dans un match des Rays en 2009.

Le receveur déçoit cependant au cours de la saison 2009 avec une faible moyenne au bâton de ,218 en 115 rencontres.
Le 27 avril 2010, il est suspendu par la ligue pour deux parties après avoir bousculé un arbitre le 23 avril au cours d'une partie contre Toronto. Il connaît une saison 2010 très décevante, alors qu'il ne frappe que pour ,194 en 48 parties jouées. Déçus, les Rays choisissent de ne pas l'utiliser en séries éliminatoires, lui préférant Kelly Shoppach et John Jaso. Navarro décide alors de quitter l'équipe et de ne pas encourager ses coéquipiers durant les éliminatoires,.

### Retour chez les Dodgers
Navarro rejoint son ancienne équipe, les Dodgers de Los Angeles, avec qui il signe comme agent libre en décembre 2010. Il ne frappe que pour ,193 en 202 passages au bâton en 2011 et est libéré par l'équipe à la fin août, alors que le manager des Dodgers Don Mattingly cite la mauvaise éthique de travail et le manque d'efforts déployés par Navarro comme raisons de son congédiement.

### Reds de Cincinnati
Le 16 janvier 2012, Navarro signe un contrat des ligues mineures avec les Reds de Cincinnati. Navarro joue dans 24 matchs pour les Reds en 2012 et joue en séries éliminatoires.

### Cubs de Chicago
Il rejoint les Cubs de Chicago le 16 novembre 2012. Il maintient une excellente moyenne au bâton de ,300 en 89 matchs des Cubs en 2013. Il bat son record de coups de circuit avec 13, produit 34 points etprésente sa meilleure moyenne de présence sur les buts (,365) en une saison.

### Blue Jays de Toronto
Agent libre, il rejoint le 2 décembre 2013 les Blue Jays de Toronto pour deux saisons. Receveur principal des Jays en 2014, il frappe 12 circuits, produit un sommet personnel de 69 points, bat son record de coups sûrs avec 132, et maintient une moyenne au bâton de ,274 en 139 parties jouées. L'arrivée de Russell Martin chez les Blue Jays confine Navarro à un rôle de substitut pour 2015.

### White Sox de Chicago
Le 4 décembre 2015, Navarro signe un contrat de 4 millions de dollars pour un an avec les White Sox de Chicago.

### Retour à Toronto
Le 26 août 2016, Navarro est échangé à son ancienne équipe, les Blue Jays de Toronto, contre le lanceur gaucher des ligues mineures Colton Turner.